# Rostov Arena
Rostov Arena (tiếng Nga: «Ростов Арена») là một sân vận động bóng đá ở Rostov trên sông Đông, Nga. Đây là một trong những địa điểm cho Giải vô địch bóng đá thế giới 2018. Sân vận động này cũng tổ chức FC Rostov của Giải bóng đá ngoại hạng Nga, thay thế cho Olimp-2. Sân có sức chứa 45.000 khán giả.

## Lịch sử
Vào tháng 6 năm 2013, trong thời gian đột phá cho sân vận động, năm quả vỏ đạn từ thời chiến tranh Thế giới thứ hai đã được tìm thấy, gần như vẫn còn nguyên vẹn hoàn toàn.
Vào tháng 8 năm 2013, công việc bắt đầu trên vùng đất phù sa cát cho sân vận động. Công việc trên nền móng đã được hoàn thành vào tháng 5 năm 2014. Xây dựng bắt đầu từ phần dưới sân vận động vào tháng 10 năm 2015. Vào tháng 12, công trường bắt đầu mang thiết bị hạng nặng và vật liệu xây dựng. Vào tháng 1 năm 2015, các công nhân bắt đầu đóng cọc.
Vào tháng 3 năm 2015, dự án sân vận động đã được sửa đổi, giảm chi phí xây dựng xuống 3 tỷ rúp. Vào mùa hè năm 2015 xe đóng cọc đã được hoàn thành và bắt đầu xây dựng cấu trúc thượng tầng.
Vào tháng 12 năm 2015, công việc bắt đầu khi lắp đặt khung mái bằng kim loại. Vào tháng 7 năm 2016, công việc trên sân vận động bê tông bắt đầu. Ngoài ra, các nhà xây dựng bắt đầu thi công mặt tiền và bắt đầu tạo cảnh quan vùng lãnh thổ liền kề với sân vận động. Vào tháng 11 năm 2016, công việc bê tông cốt thép của tô chính sân vận động đã được hoàn thành đầy đủ và việc lắp đặt các kết cấu mái chịu tải đã bắt đầu.

## Thiết kế

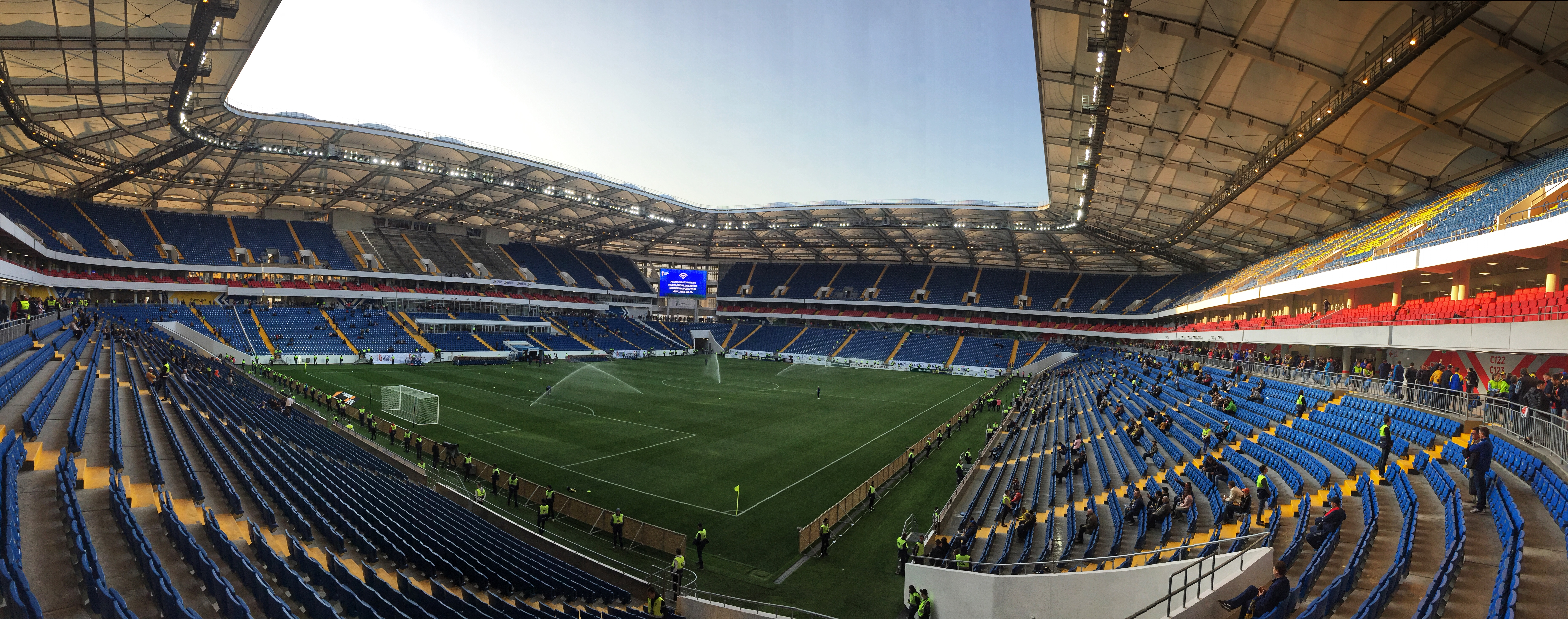
Rostov Arena

Năm 2011, thiết kế cuối cùng cho sân vận động mới đã được Populous trình bày. Hình dạng bất thường của cả mái nhà và khán đài là những đặc điểm riêng biệt. Một phần của chỗ ngồi là tạm thời, cho Cúp Thế giới 2018. Sau khi sức chứa giải đấu có thể giảm xuống còn 42.000. Là kiến trúc sư chính của vùng Rostov đã xác nhận, sân vận động này là sự khởi đầu của một trung tâm thành phố mới. Đây sẽ là dự án lớn đầu tiên được xây dựng trên bờ phía nam của sông Đông, với phần còn lại của thành phố nằm ở phía bắc. Với các điểm đến mua sắm và ăn uống, sân vận động sẽ đóng vai trò là đầu mối cho các khoản đầu tư và phát triển mới.

## Giải vô địch bóng đá thế giới 2018
| Ngày                | Thời gian | Đội #1   | Kết quả | Đội #2      | Vòng        | Khán giả |
| ------------------- | --------- | -------- | ------- | ----------- | ----------- | -------- |
| 17 tháng 6 năm 2018 | 21:00     | Brasil   | 1–1     | Thụy Sĩ     | Bảng E      | 43.109   |
| 20 tháng 6 năm 2018 | 18:00     | Uruguay  | 1–0     | Ả Rập Xê Út | Bảng A      | 42.678   |
| 23 tháng 6 năm 2018 | 18:00     | Hàn Quốc | 1–2     | México      | Bảng F      | 43.472   |
| 26 tháng 6 năm 2018 | 21:00     | Iceland  | 1–2     | Croatia     | Bảng D      | 43.472   |
| 2 tháng 7 năm 2018  | 21:00     | Bỉ       | 3–2     | Nhật Bản    | Vòng 16 đội | 41.466   |